# Josef Jiránek
Josef Jiránek (24. března 1855, Ledce u Mladé Boleslavi – 9. ledna 1940, Praha) byl český klavírista, hudební pedagog a skladatel.

## Život
Byl synem Petra Jiránka (1825–1899), řídícího učitele v Ledcích a ředitele kůru ve Všejanech. Otec byl všestranným hudebníkem. Hrál na všechny dostupné nástroje, a měl vlastní kapelu, pro kterou skládal taneční písničky. U něj získal Josef základní hudební vzdělání. Rodina zřejmě hudbou žila, neboť hudbě se profesionálně věnovali i další bratři: Alois, František, Karel a Stanislav.
V roce 1859 se rodina přestěhovala do Všejan, kde byl lesmistrem Karel Smetana, bratr Bedřicha Smetany. Bedřich Smetana rozpoznal Josefovo mimořádné nadání, přijal jej do své rodiny a učil jej hře na klavír a skladbě. Již v roce 1867 uspořádali v Loučni společný koncert ,a v roce 1881 vystoupili i v Praze. Vedle klavíru se učil i na housle a na harfu. Nastoupil přímo do druhého ročníku Varhanické školy v Praze, a po ročním studiu podnikl s violoncellistou Hanušem Wihanem koncertní turné po Čechách. V letech 1876–1877 učil zpěv na reálném gymnáziu v Praze.
V roce 1877 odešel za svým bratrem Aloisem do Ruska a učil na dívčím gymnáziu D. D. Obolenské v Charkově klavír, harfu, zpěv a hudební teorii. Zde také vznikla většina jeho skladeb a instrumentálních děl. V roce 1891 se vrátil do Prahy, a stal se profesorem klavíru na Pražské konzervatoři. Jako klavírista proslul zejména coby zasvěcený interpret skladeb Bedřicha Smetany. Při Smetanově jubileu v roce 1924 absolvoval na 50 koncertů v Čechách a v Jugoslávii. S rodinou Bedřicha Smetany zůstal ve styku i po jeho smrti. Učil na klavír Smetanovy dcery, i dcery Smetanových sester. Byl rovněž učitelem hudby v rodině hraběte Nostice.
Veřejně vystupoval až do svých 82 let. Kromě sólových koncertů doma i v zahraničí spolupracoval s Českým kvartetem, a byl činný i jako doprovazeč. Jako skladatel se po návratu z Ruska odmlčel. Důvodem bylo nejen časové vytížení pedagogickou a koncertní činností, ale i nástup nové generace českých skladatelů, se kterými nehodlal soutěžit.

## Dílo

### Klavírní skladby
- Polonaise a-moll (1873)
- Melancholie f-moll (1873
- Mazurka G-dur (1874)
- Variace
- Kozácká ukolébavka
- Salonní polka
- Salonní valčík e-moll
- Polka F-dur
- Valse brilante G-dur

### Komorní skladby
- 2 skladby pro troje housle
- Elegie pro housle, violoncello a klavír
- Klavírní kvintet g-moll
- Drei Stimmungsbilder für Violoncello und Klavier

### Orchestrální skladby
- Balada g-moll
- Fantastické scherzo

### Pedagogické práce
- Cvičení úhozu (1901)
- Stupnice ve dvojhmatech (1901)
- Technická cvičení I–III (1903)
- Škola akordové hry a akordových rozkladů (1905)
- Nová škola stupnicové hry (1905)
- Nová škola techniky a přednesu
- 32 rhytmische Studien (spoluautor Conus)
- Nová škola zběhlosti (Geläufigkeitsstudien)
- Methodika počátečního vyučování hře klavírní (1920)
- Ukázky zlehčení – slovním textem odůvodněné v klavírních skladbách Smetany, Chopina, Schumanna, Webera a Beethovena

### Hudebně-teoretické práce
- O klavírním přednesu (1926)
- O Smetanových klavírních skladbách a jeho klavírní hře (1932)

Napsal rovněž celou řadu článků do časopisů a denního tisku, věnovaných převážně vzpomínkám na Bedřicha Smetanu, a další hudebníky své doby.